# La Hotte magique
Pour plus de détails, voir Fiche technique et Distribution.
La Hotte magique (The Christmas Star) est un téléfilm de Noël américano-canadien réalisé par Alan Shapiro, et diffusé dans The Disney Sunday Movie le 14 décembre 1986 sur ABC.
En France, il a été diffusé en deux parties dans le cadre de Famille du dimanche dans Le Disney Channel les 24 décembre 1988 et 31 décembre 1988 sur FR3. Rediffusion dans Samdynamite en décembre 1989 sur FR3. Rediffusion dans Disney Parade les 8 décembre 1991 et 15 décembre 1991 sur TF1.